# Stazione di Carugo-Giussano
Stazione di Carugo-Giussano vasútállomás Olaszországban, Lombardia régióban,  településen.

## Vasútvonalak
Az állomást az alábbi vasútvonalak érintik:
- Milánó–Asso-vasútvonal

## Kapcsolódó állomások
A vasútállomáshoz az alábbi állomások vannak a legközelebb:
- Stazione di Arosio
- Stazione di Mariano Comense